# Rückers (Flieden)
Rückers  är en Ortsteil i Fliedens kommun i Landkreis Fulda i Hessen, Tyskland. Rückers var en tidigare kommun som uppgick i Flieden 1 april 1972. Den tidigare kommunen hade tre delar (Ortsteile) Rückers, Keutzelbuch och Leimenhof som eftyer sammanslagningen är Ortsteile i Flieden. 

## Geografi
Rückers ligger 128 km söder om Kassel, 20 km söder om Fulda och 85 km norr om Frankfurt am Main.
Rückers ligger på den norra sluttningen av Hessischer Landrücken mellan Rhön och Vogelsberg, i naturparken Hessische Rhön.
Rückers har många fina vandrings- och naturstigar.

## Historia
Den omnämns i källorna för första gången år 1160 under namnet Rutchares. Pilgrimskyrkan i Rückers uppfördes 1890.

## Bilder

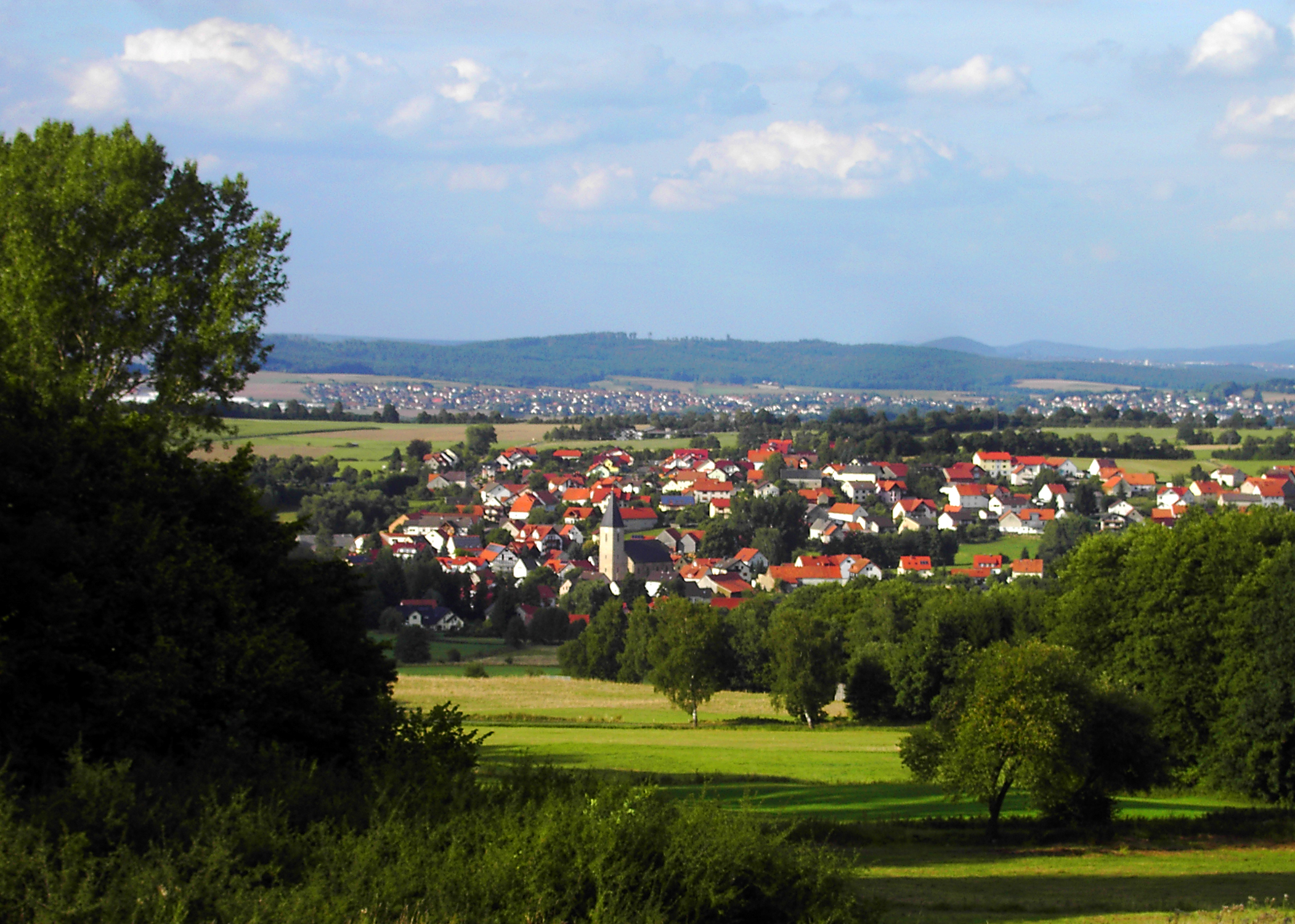
Rückers
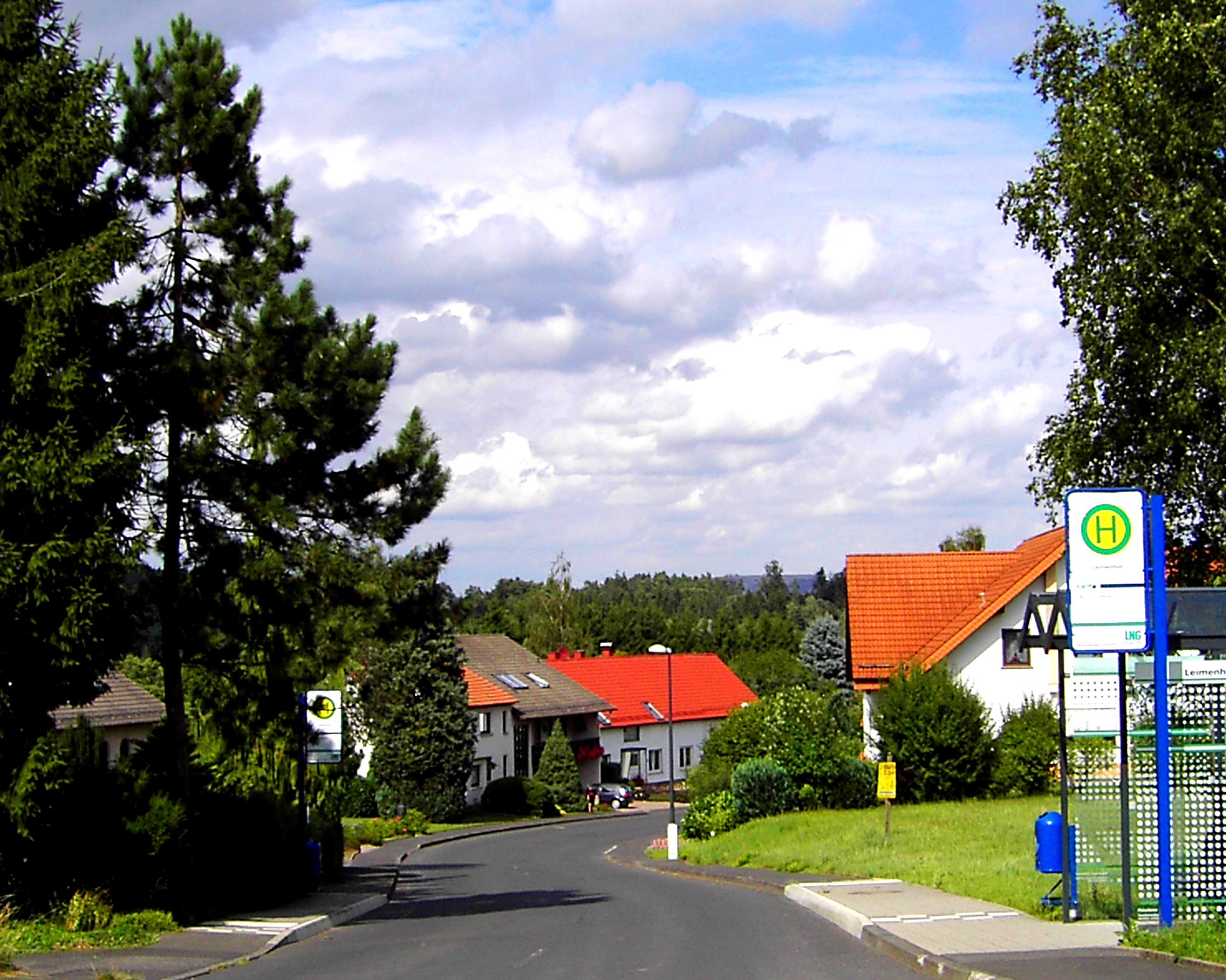
Leimenhof
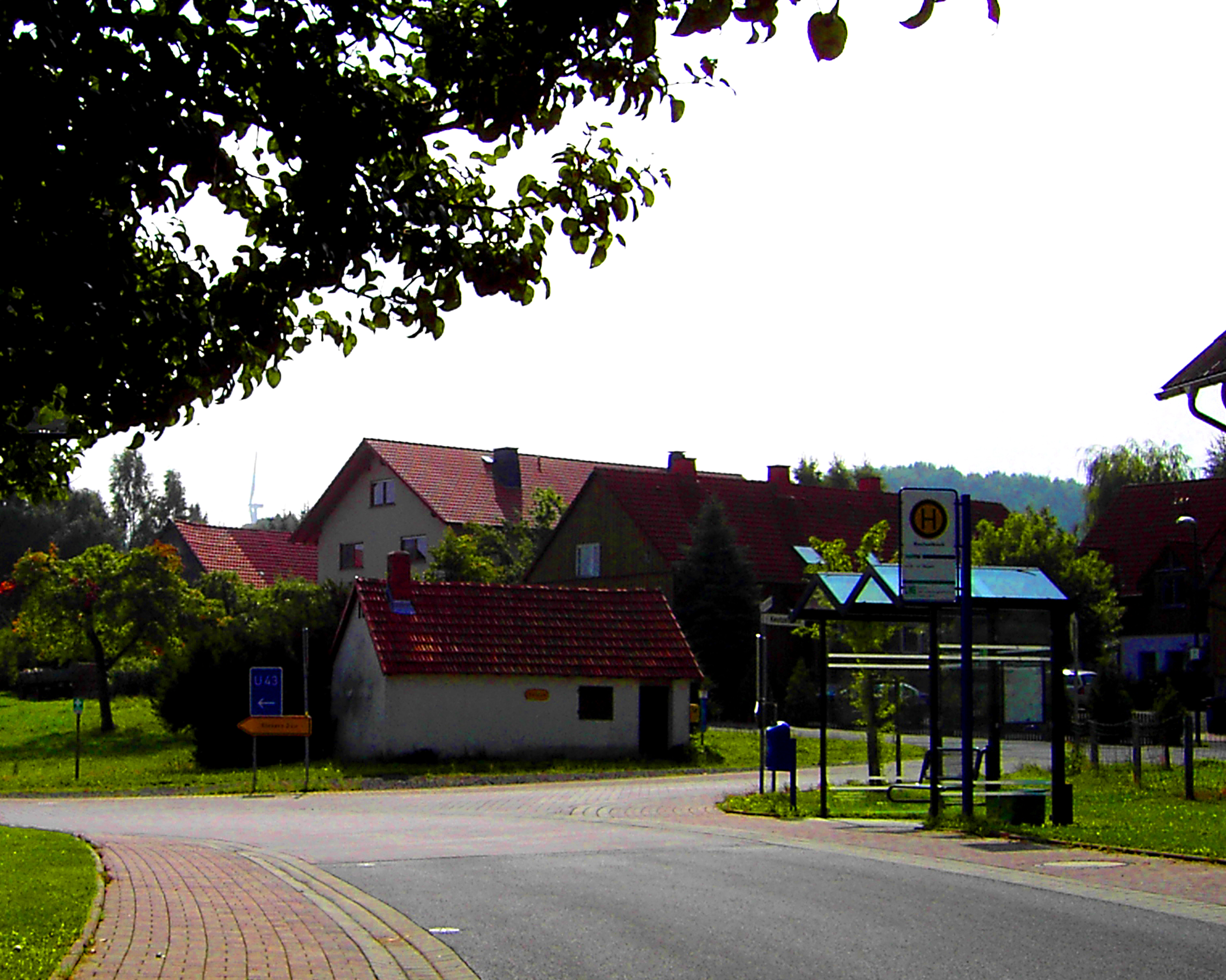
Keutzelbuch

## Kommunikationer
Rückers ligger vid motorväg A66 och järnvägslinjen från Frankfurt till Kassel (Regional-Express) och cykelrutten Hessischer Radfernweg R3 från Rüdesheim am Rhein till Fulda och Jakobsleden, en europeisk pilgrimsled (vallfartsled).

## Kända personer från Rückers
- Tobias Sammet, tysk musiker och sångare i power metal-bandet Edguy, och grundare av all star-projektet "Tobias Sammet's Avantasia".